# Watertown (condado de Jefferson, Wisconsin)
Watertown es un pueblo ubicado en el condado de Jefferson en el estado estadounidense de Wisconsin. En el Censo de 2010 tenía una población de 1975 habitantes y una densidad poblacional de 20,13 personas por km².

## Geografía
Watertown se encuentra ubicado en las coordenadas 43°9′24″N 88°44′28″O / 43.15667, -88.74111. Según la Oficina del Censo de los Estados Unidos, Watertown tiene una superficie total de 98.13 km², de la cual 96.98 km² corresponden a tierra firme y (1.17%) 1.15 km² es agua.

## Demografía
Según el censo de 2010, había 1975 personas residiendo en Watertown. La densidad de población era de 20,13 hab./km². De los 1975 habitantes, Watertown estaba compuesto por el 97.57% blancos, el 0.25% eran afroamericanos, el 0.05% eran amerindios, el 0.35% eran asiáticos, el 0% eran isleños del Pacífico, el 0.86% eran de otras razas y el 0.91% pertenecían a dos o más razas. Del total de la población el 2.63% eran hispanos o latinos de cualquier raza.